# Pirovac
Pirovac är en ort i Kroatien.   Den ligger i staden Grad Šibenik och länet Šibenik-Knins län, i den södra delen av landet, 220 km söder om huvudstaden Zagreb. Pirovac ligger 16 meter över havet och antalet invånare är 1 616.
Terrängen runt Pirovac är lite kuperad. Havet är nära Pirovac åt sydväst.  Närmaste större samhälle är Vodice, 10,9 km sydost om Pirovac. 